# Budynek przy ulicy Pocztowej 7 w Katowicach
Budynek przy ulicy Pocztowej 7 w Katowicach – zabytkowy budynek biurowy w Katowicach, położony przy ulicy Pocztowej 7, na terenie dzielnicy Śródmieście. Wzniesiony został pod koniec XIX wieku w stylu neogotyckim. Funkcjonuje w nim Wydział Egzekucji i Orzecznictwa Podatkowego Urzędu Miasta Katowice. 

## Historia

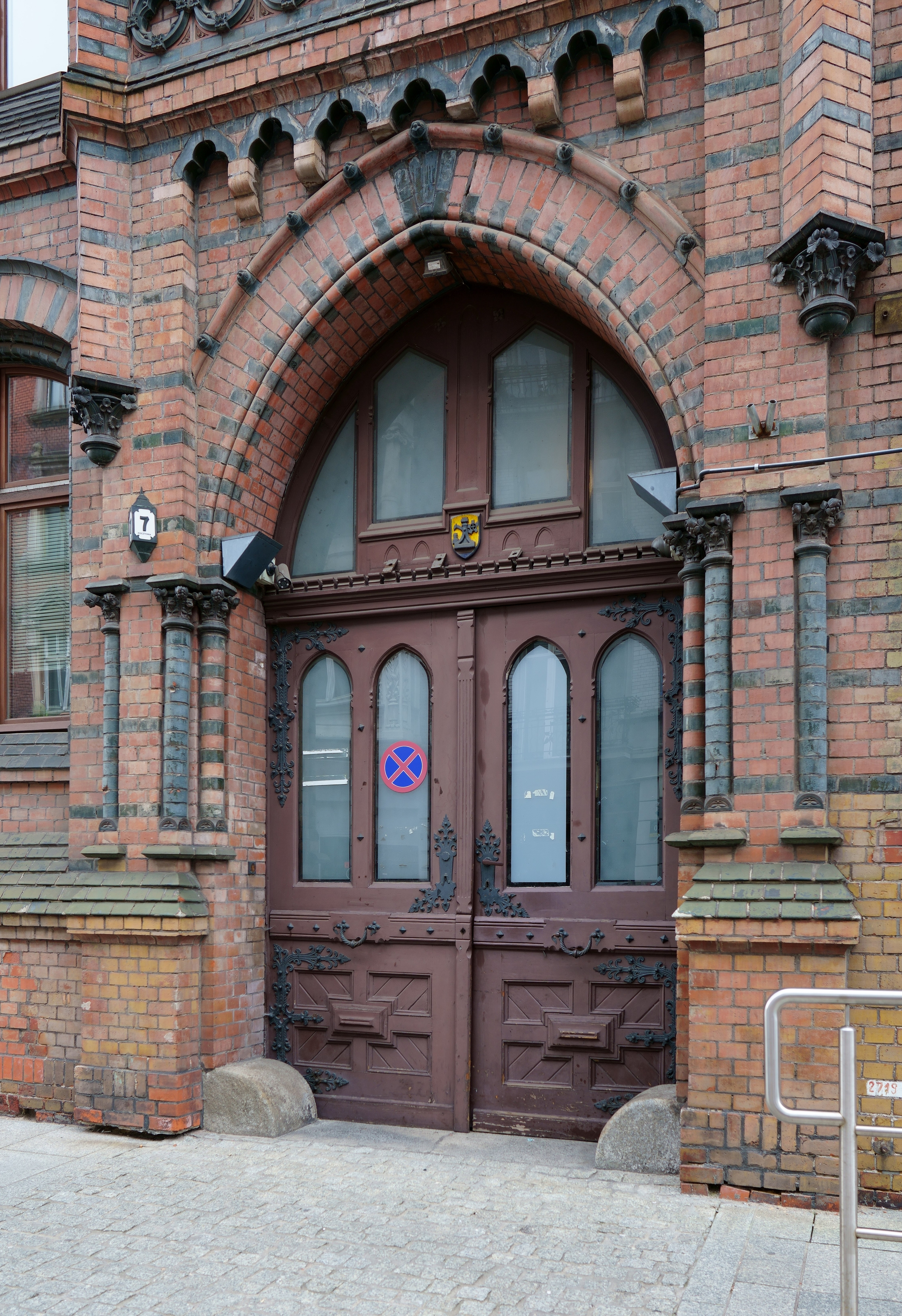
Brama wjazdowa do budynku

Budynek wzniesiony został pod koniec XIX wieku, a początkowo znajdowała się w nim filia Reichsbanku. W 1904 roku dobudowano do niego tylne skrzydło, a w 1914 roku gmach przebudowano.
W latach międzywojennych obiekt był własnością Miagistratu Katowic. W 1935 roku działały w nim następujące instytucje: Miejska Kasa Oszczędności, Związek Gmin Województwa Śląskiego (według Jerzego Abramskiego Związek swoją siedzibę miał przy ulicy Pocztowej 2) oraz Związek Zrzeszeń Urzędników i Pracowników Komunalnych Województwa Śląskiego. W latach międzywojennych w budynku działały także Biuro Adresowe i Biuro Meldunkowe. Budynek po modernizacji w 1937 roku przybrał swój współczesny wygląd.
Sama zaś Miejska Komunalna Kasa Oszczędności została założona w 1877 roku. W okresie międzywojennym organem nadzorującym była Rada Kasy, której prezesem w 1935 roku był prezydent Katowic Adam Kocur, a wiceprezesami Jan Kędzior i Jan Szmiegel.
W czasach Polski Ludowej działał tutaj posterunek Milicji Obywatelskiej. 7 lipca 1983 roku gmach został wpisany do rejestru zabytków nieruchomych województwa katowickiego, a 21 kwietnia 2020 roku nadano mu nowy numer wpisu.
8 czerwca 1992 roku Rada Miejska w Katowicach przyjęła uchwałę w sprawie przejęcia na własność miasta Katowice nieodpłatnie od Skarbu Państwa gmachu przy ulicy Pocztowej 7 wraz z działką, na której on się znajduje. Jeszcze w latach 90. XX wieku budynek wyremontowano i zaadaptowano na potrzeby Wydziału Finansowego Urzędu Miasta Katowice. W 2018 roku gmach przeszedł remont dachu. Wykonano wówczas wzmocnienie szczytu dachu i uszczelniono ubytki. 
Gmach przy ulicy Pocztowej 7 stał się pierwszą siedzibą powołanej w 2017 roku Górnośląsko-Zagłębiowskiej Metropolii i był nią do września 2017 roku, kiedy to przeniesiono ją na ulicę Barbary 21a.

## Charakterystyka
Budynek biurowy położony jest przy ulicy Pocztowej 7 w Katowicach, na terenie dzielnicy Śródmieście. Jest on siedzibą Wydziału Egzekucji i Orzecznictwa Podatkowego Urzędu Miasta Katowice.
Jest to obiekt murowany z cegły, zwieńczony dachem dwuspadowym. Jest połączony podwórkiem z gmachem przy ulicy Młyńskiej 4. Powierzchnia użytkowa budynku wynosi 874,6 m², a powierzchnia zabudowy 333 m². Liczy 3 kondygnacje nadziemne i 1 podziemną. 
Architektonicznie gmach reprezentuje styl neogotycki. Charakteryzuje się on bogatym wystrojem elewacji z cegły glazurowanej, w tym w formie zdobień nad bramą wjazdową.
Budynek wpisany jest do rejestru zabytków nieruchomych pod numerami 1305/83 i A/630/2020 – ochroną objęty jest obiekt w granicach działki. Ponadto jest on wpisany do gminnej ewidencji zabytków miasta Katowice.